# Carl Heinrich Stratz

Carl Heinrich Stratz, zeitgenössische Bleistiftzeichnung

Carl Heinrich Stratz (* 14. Juni 1858 in Odessa, Russisches Kaiserreich; † 21. April 1924 in Den Haag, Niederlande) war ein deutscher Gynäkologe, der mehrere wissenschaftliche und populärwissenschaftliche Bücher über medizinische und anthropologische Themen veröffentlichte. Seine bekanntesten Werke beschäftigen sich mit Kriterien zur Beurteilung und Förderung der weiblichen Schönheit. In der Kinder- und Jugendmedizin lieferte er wertvolle Beiträge zur Morphologie des gesunden Körpers.

## Leben
Stratz war der Sohn des begüterten Großkaufmanns Heinrich Stratz aus Odessa. Die Familie stammte ursprünglich aus Wildgutach im Schwarzwald, der Großvater Sebastian war unter Katharina II. nach Russland eingewandert. Sein Bruder Rudolph war ein bekannter Schriftsteller. Als russische Staatsbürger geboren, gelang der Familie nach der Einführung der Allgemeinen Wehrpflicht (Opoltschenije) in Russland zum 13. Januar 1874 mit Hilfe der Großherzogin Luise von Baden im Jahr 1876 die Entlassung aus der russischen Untertanenschaft und die Aufnahme in das Großherzogtum Baden.
1877 begann Stratz sein Medizinstudium an der Universität Heidelberg, wo er die Wintersemester 1877/78 und 1878/79 sowie das Sommersemester 1879 verbrachte. Zum Wintersemester 1879/80 führte er sein Studium in Freiburg und 1881 bis 1882 in Leipzig fort. Am 2. August 1883 wurde er in Heidelberg mit der Bewertung „cum laude“ zum Dr. med. promoviert. Von 1883 bis 1886 war er Assistenzarzt unter Karl Schroeder im „Klinischen Institut für Geburtshilfe“ der Charité in Berlin.
1887 bereiste er mit seinem Bruder Rudolph Äquatorialafrika und wurde dann im selben Jahr Sanitätsoffizier (Officier van gezondheid) der Königlich Niederländisch Indischen Armee (Koninklijk Nederlandsch-Indisch Leger), wo er als Frauenarzt auf Java eingesetzt wurde und am pathologisch-anatomischen Institut zu Batavia forschte. 1890 bereiste er das Innere der Insel. 1892 beendete er seine Tätigkeit als Militärarzt und publizierte seine Forschungsergebnisse. Studienaufenthalte in Amerika, China und Japan endeten 1898. 1902 wurde er Mitglied der Berliner Gesellschaft für Anthropologie, Ethnologie und Urgeschichte. Eine Notiz von 1904 in den Mitteilungen zur Geschichte der Medizin und der Naturwissenschaften erwähnt, dass Stratz „außer Südamerika, Südafrika und Australien die ganze Welt offenen Auges durchreist“ habe. 1908 kehrte Stratz nach Europa zurück und ließ sich in Den Haag nieder, wo er in der Daendelstraat eine ausgedehnte geburtshilfliche und gynäkologische Praxis betrieb. Wegen mehr als 10-jährigem ununterbrochenem Aufenthalt im Ausland verlor er die deutsche Staatsbürgerschaft. Später erwarb er sie erneut.
Die Umstände, unter welchen Stratz 1914 durch kaiserlichen Erlass ein preußischer Professorentitel verliehen wurde, sind ungeklärt. Stratz' medizinische Tätigkeiten während des Ersten Weltkriegs sind nicht genau bekannt. Er selbst erwähnte „verwundete Russen“, die in seine Behandlung kamen; außerdem habe ihn sein Beruf „in die verschiedensten Gegenden Europas“ geführt. Sein Bruder Rudolph schreibt in seiner Autobiographie, er habe Jahre hindurch an der Spitze eines Kriegslazarettes in Frankreich, Kurland und Mazedonien und wieder in Frankreich gestanden. 1918 war er als Operateur im deutschen Heer bei der Deutschen Frühjahrsoffensive 1918 aktiv. Er berichtet – wohl als erster – von der verheerenden Wirkung der von der Britischen Armee eingesetzten Dum-Dum-Geschosse. 1919 wohnte er wieder in Den Haag. 1923 erkrankte Stratz an einem „Beckenabszeß“ und konnte vom Herbst ab sein Krankenlager nicht verlassen. Er starb am 21. April des folgenden Jahres.

## Werk

### Überblick
Die Werke von Stratz waren, nach den häufigen positiven Buchbesprechungen und der großen Zahl von Auflagen zu schließen, überaus erfolgreich. Rezensionen und Auszüge aus seinen Büchern in schulmedizinischen und lebensreformerischen Zeitschriften deuten darauf hin, dass Stratz's medizinischer und ästhetischer Sachverstand sowohl von Medizinern als auch von medizinkritischen Lebensreformern sowie Kunsthistorikern und Künstlern anerkannt wurde. Alleine bis 1913 erschien das Buch Die Schönheit des weiblichen Körpers in 22 Auflagen, 1941 in der 45. Auflage, es findet sich in fast jeder Museums- oder Kunstbibliothek.
Die größte Nachwirkung hatten die von Stratz noch jahrzehntelang zitierten Veröffentlichungen zu den Proportionen des kindlichen und jugendlichen Körpers; Hans Grimm bezeichnet ihn in dieser Hinsicht als „Mitbegründer einer ärztlichen Jugendkunde“.
Stratz' Veröffentlichungen über menschliche Schönheit, allen voran Die Schönheit des weiblichen Körpers, sind reich bebildert. Die Fotografien, oft Nacktaufnahmen junger Frauen, sind unterschiedlichen Ursprungs. Fotografen werden nur teilweise namentlich genannt; bei einigen Aufnahmen handelt es sich um Aktfotografien aus den privaten Beständen von Stratz’ sammelnden Fachkollegen und Freunden.
Stratz vertritt ein rassenkundliches Menschenbild, in dem die Aufgabe der Frau in der Reproduktion eines gesunden Volkskörpers, eines starken und gesunden Nachwuchs' besteht. Im Vorwort zu "Die Körperpflege der Frau" schreibt er 1916: "In dieser großen Zeit ist den Frauen klar geworden, welch hohe und heilige Pflicht die Natur ihnen auferlegt hat [...]. Ein gesundes, schönes und starkes, zur Gattin und Mutter geschaffenes Weib sei das Weib der Zukunft."

„Bäuerinnen aus Champéry in Hosen“, aus Die Frauenkleidung…
„Intimes Sommerdéshabillé“, aus Die Körperformen in Kunst und Leben der Japaner
14-jährige Amerikanerin schweizerischer Abkunft, aus Die Rassenschönheit des Weibes
15-jähriges Mädchen, Beispiel für das Erscheinungsbild des „normalen Backfischs“, aus Der Körper des Kindes…

### Hauptwerke
en ander over gynaecologische massage 1897
Die Frauen auf Java – eine gynäkologische Studie, Verlag F. Enke (Stuttgart), 1897
Dieses Buch fasst Stratz’ Erfahrungen während seiner etwas mehr als fünfjährigen Zeit als Gynäkologe auf Java zusammen. Basierend auf selbst behandelten Fällen beschrieb Stratz gynäkologische Krankheiten und Geburtshilfe bei europäischen und einheimischen Patientinnen.
Der geschlechtsreife Saeugethiereierstock, M. Nijhoff (Haag) 1898
Die Schönheit des weiblichen Körpers, 1. Aufl. Verlag F. Enke (Stuttgart), 1898
Dieser Titel, „den Müttern, Ärzten und Künstlern gewidmet“, wurde von der Presse durchweg positiv aufgenommen und war mit 46 Auflagen bis 1941 überaus erfolgreich. Nach einem Überblick über den Schönheitsbegriff im Allgemeinen, in der Kunst und in der Literatur sowie den Kanon geht das Werk detailliert auf den Einfluss von Faktoren wie Entwicklung, Lebensalter, Krankheiten und Kleidern auf die Schönheit ein. Im darauffolgenden Teil werden Kriterien zur Beurteilung des weiblichen Körpers im Allgemeinen, von verschiedenen Körperteilen und der Bewegung aufgestellt. Das Buch endet mit „Vorschriften zur Erhaltung und Förderung weiblicher Schönheit“. Stratz selbst erklärte zu diesem Werk:
„Ich habe einen neuen Weg zur Beurtheilung menschlicher Schönheit einzuschlagen versucht, indem ich neben dem Standpunkt des Künstlers und des Anatomen den des Arztes stellte, indem ich statt an Bildern und Leichen meine Beobachtungen so viel wie möglich am lebenden Körper machte, und diesen an und für sich als Hauptsache, und nicht nur als Gegenstand künstlerischer Darstellung betrachtete“.
Die 13. Auflage (1902) des Werks wurde um einige Fotos italienischer Modelle ergänzt, die von Wilhelm Plüschow speziell für dieses Werk angefertigt wurden. In den späteren Auflagen sind über 300 Abbildungen enthalten.
Die Frauenkleidung und ihre natürliche Entwicklung, 1. Aufl. Verlag F. Enke (Stuttgart), 1900 (3. Auflage ebenda 1904; 5. Auflage ebenda 1922)
In diesem Werk gab Stratz einen Überblick über die Frauenkleidung in verschiedenen Kulturen. Es behandelt Nacktheit, Körperverzierungen, kulturelle Einflüsse, allgemeine Kleidung in ihrer „primitiven“, „tropischen“ und „arktischen“ Variante sowie europäische und außereuropäische Frauenkleidung. Der Band schließt mit einem Kapitel über den Einfluss der Kleidung auf den Körper – vor allem von Korsetts – und mit Vorschlägen zur Verbesserung damaliger Frauenkleidung.
Die Rassenschönheit des Weibes, 1. Aufl. Verlag F. Enke (Stuttgart), 1901
Einen derartigen Titel, der den Körperbau von Frauen verschiedener „Rassen“ beschreibt, hatte Stratz bereits in einer der ersten Auflagen von Die Schönheit des weiblichen Körpers angekündigt, nachdem das Thema nicht mehr in einem eigenen Kapitel abgehandelt werden konnte. Im Vorwort der letzten, 1940 erschienenen 21. Auflage – der Buchtitel wurde beibehalten – erklärte Hans Weinert, dass einige wenige Änderungen am Werk erforderlich waren, da sich das Rassenverständnis in der letzten Zeit grundlegend geändert hätte.
Die Körperformen in Kunst und Leben der Japaner, 1. Aufl. Verlag F. Enke (Stuttgart), 1902
In diesem Werk ging Stratz sowohl auf die japanischen Besonderheiten der Körperform als auch auf den Schönheitsbegriff und die Darstellung des nackten Körpers in der japanischen Kunst ein. Die Fotografien zu diesem Band wurden zum Teil von Stratz selbst angefertigt.
Der Körper des Kindes und seine Pflege, 1. Aufl. Verlag F. Enke (Stuttgart), 1903
Diesen Band „für Eltern, Erzieher, Ärzte und Künstler“ widmete Stratz ausdrücklich dem gesunden Kind. In Bezug auf den Bau des kindlichen Körpers sei „ebensowenig wie beim Weibe … bisher beim Kinde der Versuch gemacht worden, dessen Fehler und Vorzüge vom objektiv-wissenschaftlichen Standpunkt aus zu beleuchten.“ (Vorrede des Autors). Der erste, allgemeine Teil handelt vom Kind in der Kunst sowie dem Wachstum und der Entwicklung, während der spezielle Teil die einzelnen Altersabschnitte im Detail behandelt und – bei den späteren Ausgaben – mit Ratschlägen zur Ernährung, Kleidung, Körperpflege und Erziehung abschließt.
Was sind Juden? Eine ethnographisch-anthropologische Studie, Verlag F. Tempsky (Wien) und Verlag G. Freytag (Leipzig), 1903
Die rechtzeitige Erkennung des Uteruskrebses: ein Wort an alle praktischen Aerzte, Ferdinand Enke (Stuttgart) 1904
Lebensalter und Geschlechter, Verlag F. Enke (Stuttgart), 1926
Das Manuskript zu diesem Band stellte Stratz 1924 fertig. Der erste Teil, „Die Lebensalter“, beschreibt die Veränderungen von Körpergröße, Proportionen und Organen im Laufe des menschlichen Lebens. Der zweite Teil, „Die Geschlechter“, behandelt die primären und sekundären Geschlechtsmerkmale beider Geschlechter sowie die qualitativen und quantitativen Unterschiede beim Stoffwechsel und anderen Lebensvorgängen.

## Der Schönheitsbegriff bei Stratz

Eine Seite aus Die Schönheit des weiblichen Körpers mit Kanon

Stratz hielt Schönheit für die Konsequenz naturwissenschaftlicher und übernatürlicher Gesetze. Für ihn setzte Schönheit einen „normalen“ (d. h., gesunden) Körper voraus, was aber nur auf einen kleinen Teil der Bevölkerung zutreffe. Ein wohlproportionierter Körper könne sich auf den lediglich formalen Regeln gehorchenden Kanon zurückführen lassen. Das Ziel war es, zeitlose Kriterien aufzustellen, die Ansprüche an vollendete Schönheit erfüllten.
Die weibliche Schönheit hielt Stratz für einen Ausdruck ihrer Berufung zur Mutter. Ähnlich wie andere Ärzte – etwa Albert Moll – war er der Auffassung, dass Frauen, die stattdessen bezahlte Arbeit verrichteten, ein männlicheres Aussehen annehmen würden. Als Gegenmittel schlug er eine Diätlehre vor, genannt Kallobiotik, die auf Gesundheit und Schönheit abzielte. Für Stratz bestand das menschliche Leben aus einem „Einzelleben“ und einem „Gattungsleben“. Für Frauen würde wegen ihrer Rolle als Mutter das Gattungsleben eine größere Rolle spielen als das Einzelleben, während es bei Männern umgekehrt sei. Dieser Unterschied würde sich in der männlichen und weiblichen Anatomie bemerkbar machen.

## Stratz über die Juden
In seiner 1903 erschienenen Schrift Was sind Juden? schrieb er, moderne Antisemiten würden das jüdische Volk generell durch eine Reihe von körperlichen Fehlern charakterisieren. Diese Ansicht teilte er nicht. Vielmehr hätten Juden den Grundstein für die westliche Zivilisation gelegt und würden kaukasische und arische Ursprünge mit der nordischen und romanischen Rasse teilen. Jahrhundertelange Inzucht hätte bei den europäischen Juden – im Gegensatz zu anderen Europäern oder nordafrikanischen Juden – Fehler und Gebrechen wie Missgestalt, Gicht, Diabetes und Rheumatismus hervorgebracht. Weiter schrieb er, man sähe viel mehr kranke und hässliche als schwachsinnige Juden. Die Intelligenz wäre ein Ergebnis des Kampfes der Juden um das Überleben, und Juden könnten zur Zukunft der europäischen Kultur und Gesellschaft beitragen.